# Kölner Haus
Das Kölner Haus ist eine Schutzhütte der Kategorie II der Sektion Rheinland-Köln des Deutschen Alpenvereins. Es liegt oberhalb von Serfaus in Tirol auf einer Höhe von 1965 m ü. A. Der Hausberg ist der 3004 m ü. A. hohe Furgler.

## Geschichte und Ausstattung

### 1929 bis 1956
Nachdem 1923 infolge des Ersten Weltkriegs der Verlust der auch Kölner Haus genannten Rosengartenhütte (heute: Kölner Hütte) in den Dolomiten besiegelt war, wurde nach einer neuen Möglichkeit für die Skiläufer der Sektion gesucht. So erwarb man den Rohbau der Comperdellhütte der Sektion Stuttgart des Deutschen und Österreichischen Alpenverein (DuOeAV). Für damalige Verhältnisse war die Hütte eine komfortable Unterkunft mit Strom sowie fließend warmem und kaltem Wasser. Zudem lag sie in einem idealen Skigelände, was ortsansässige Skipioniere dazu veranlasste, dem Standort eine große Zukunft als Skiort vorauszusagen, was sich im Laufe der Jahre bestätigte. Am 1. September 1929 wurde das Haus schließlich eingeweiht. Anlässlich hierzu schenkte die Stadt Köln ein eisernes Schild, welches bis heute an der Ostseite des Hauses hängt. Da sich die Pächter schon in den ersten Jahren trotz des mühseligen Aufstieges (eine Fahrstraße nach Serfaus wurde erst 1935 gebaut) mit mehr Besuchern als Betten konfrontiert sahen, befasste sich die Sektion Rheinland-Köln bereits 1932 mit Erweiterungsplänen. Diese wurden jedoch zuerst einmal verworfen. Stattdessen blieb es bei Instandhaltungsarbeiten sowie Verbesserungen im sanitären Bereich. Ein paar Jahre nach der Fertigstellung des Hauses erwarb die Sektion zudem eine Hütte in der Nähe des Kölner Hauses, die zuvor dem Zweig Innsbruck des Österreichischen Touristenklub (ÖTK), gehört hatte. Sie wurde zum Kleinen Kölner Haus. Das Kölner Haus blieb während des Zweiten Weltkriegs von größeren Schäden verschont. In den folgenden elf Jahren stand das Haus unter Treuhandverwaltung.

### 1956 bis 1968
1956 erlangte die Sektion Rheinland-Köln des DAV das Haus wieder. Dies veranlasste die Sektion zu neuen Investitionen. Zeitgleich hiermit plante eine Seilbahngesellschaft den Bau einer großen Gondelbahn, deren Bergstation gleich oberhalb des Kölner Hauses liegen sollte. Die Bahn wurde schließlich 1959 fertiggestellt. Da der Wintersport in Serfaus expandierte, wurde erneut über eine Erweiterung bzw. zeitweise sogar einen Neubau des Hauses in der Nähe diskutiert. Schlussendlich jedoch blieb es bei einer Generalüberholung des Hauses. Es entstanden neue Sanitäranlagen, eine moderne Kläranlage, Matratzenlager und ein Selbstversorgerraum. Da diese Räume im Erdgeschoß lagen und erweitert werden konnten, wurde gleichzeitig die Sonnenterrasse vergrößert. Die Arbeiten endeten 1968.

### 1968 bis 1983
Die Pläne zur Erweiterung des Kölner Hauses wurden 1982 schließlich in die Tat umgesetzt. Am 18. Juni 1983 schließlich erfolgte die Einweihung der Erweiterung. Zusätzlich zum alten Baukörper kam ein rechtwinklig an die Nordseite angefügter Trakt hinzu.

### 1983 bis heute
Heute ist das Kölner Haus ein beliebter Anlaufpunkt sowohl im Sommer als auch im Winter. Zum 75-jährigen Bestehen wurde es 2004 modernisiert und erweitert, sowie die Sanitäreinrichtungen modernisiert. In der Sommersaison 2013 blieb das Kölner Haus aufgrund weiterer Umbaumaßnahmen, die darin bestanden, dass die Küche weiter nach hinten verlegt wurde, um den Gastronomie-Bereich zu vergrößern, geschlossen. Das Haus hat eine Terrasse mit Panoramablick sowie einen WLAN Access Point.

## Pächter
In den über 80 Jahren des Kölner Hauses waren nur drei Pächterfamilien tätig.
- 1929–1963: Franz Schuler
- 1963–1966: Karl Schuler (Sohn von Franz Schuler)
- 1937–1966: Zita Mathoy (Stand der Familie Schuler zur Seite)
- 1966–1991: Anni und Fritz Michels
- 1991–2013: Franz und Hannelore Althaler
- 2013–2023: Anja Hangl (Tochter von Franz und Hannelore) und Walter Kerscher
- seit 2023: Tanja Zangerl und Björn Wolf

## Zugang
Das Kölner Haus liegt oberhalb von Serfaus im Tiroler Oberland, mitten im Skigebiet Serfaus–Fiss–Ladis. Von Serfaus aus gelangt man mit einer Seilbahn oder auch in 1½ Stunden zu Fuß zur Hütte. Das Kölner Haus befindet sich direkt unterhalb der Bergstation der Seilbahn.

## Gipfelbesteigungen
- Rotpleiskopf (2936 m), Gehzeit 3½ Stunden
- Furgler (3004 m), Gehzeit 3½ Stunden
- Hexenkopf (3035 m), Gehzeit 5½ Stunden
- Sattelköpfe (2670 m), Gehzeit 2½ Stunden

## Übergänge zu anderen Hütten
- Über das Furglerjoch oder die Glockscharte zur Ascher Hütte, 2256 m in einer Gehzeit von 4 Stunden.
- Über Lazid - Arrez zur Hexenseehütte, 2588 m, in einer Gehzeit von 3 Stunden. Die Hexenseehütte gehört ebenfalls der Sektion Rheinland Köln.